# Zabłotce (powiat sanocki)
Zabłotce (dawniej Zabłocie) – wieś w Polsce położona w województwie podkarpackim, w powiecie sanockim, w gminie Sanok.
| SIMC    | Nazwa   | Rodzaj    |
| ------- | ------- | --------- |
| 0359824 | Tuchorz | część wsi |

## Historia
Wieś lokowana przed 1340, jako osada służebna grodu sanockiego. Przekaz ludowy podaje, że dawniej w tych okolicach było wiele stawów i co z tym idzie dużo błota, od którego pochodzi nazwa Zabłotce, również dzięki nim tutejsze gleby są jednymi z najlepszych w gminie. Wieś leży na pograniczu Pogórza Bukowskiego i Pogórza Dynowskiego.
W połowie XIX wieku właścicielami posiadłości tabularnej Zabłocie było rodzeństwo Koźma, a według stanu z 1868 Zabłociami władała Alojza Koźma. W drugiej połowie XIX właścicielem dóbr Zabłotce był Juliusz Koźma. Według stanu z 1897 majątkiem władali spadkobiercy Jana Słoneckiego, w 1904 Duklan Słonecki, w 1905 Stanisław i Seweryn Słoneccy, w 1911 sam Stanisław Słonecki, w drugiej dekadzie XX wieku Duklan Słonecki.
W latach 1975–1998 miejscowość należała administracyjnie do województwa krośnieńskiego.
Powierzchnia sołectwa to ok. 210 ha. W 2006 we wsi było 100 domów oraz 400 mieszkańców. Przez Zabłotce przepływa rzeka Sanoczek. Południowa część wsi za drogą krajową nr 28 określana jest jako Tuchorz. Przez miejscowość przebiega droga krajowa nr 28. W miejscowości kończy swój bieg prowadząca z Domaradza droga wojewódzka nr 886, a zaczyna prowadząca swój bieg do przejścia granicznego z Ukrainą w Krościenku droga krajowa nr 84.
We wsi znajduje się zespół zabudowań gospodarczych, nastawionych na hodowlę bydła, Wiejski Dom Kultury oraz Koło Gospodyń Wiejskich, któremu przewodniczy Maria Hamerska.

## Ludzie
- Zygmunt Franciszek Skorski (1879–1966) – nauczyciel, dyrektor I Państwowego Gimnazjum im. Juliusza Słowackiego w Przemyślu, pedagog, animator kultury, urodzony we wsi[17]
- Mariusz Szmyd (1965-2013)– wójt gminy Sanok, mieszkaniec Zabłociec.